# Till arv av mina fäder
Till arv av mina fäder är en psalm med text skriven av Johan Olof Wallin.

## Publicerad i
- 1819 års psalmbok som nr 350 under rubriken "Ungdom och ålderdom".[1]